# 또 한번 그 봄날
《또 한번 그 봄날》은 1986년 4월 6일에 MBC TV에서 방영되었던 베스트셀러극장이다.

## 줄거리
늙은 어머니(김용림)를 모시고 사는 찬우(배규빈)는 어느 날 이웃집 여자가 어머니와 다투는 장면을 목격한다. 화초에 비료 대신 소변을 주는 어머니를 평소에 못마땅하게 여겼던 이웃집 여자가 어머니에게 참견을 하다가 말싸움으로 번진 것이다. 이 사건을 계기로 어머니는 오래 전 따뜻한 봄날에 꼬두메에서 보리밟던 기억부터 전쟁으로 인해 사랑하는 남편을 잃는 등 온갖 아픈 기억까지 소환하면서 꼬두메로 가자고 찬우에게 계속 부탁하는데...

## 출연
- 김용림
- 배규빈
- 안용남
- 정한헌
- 한애경
- 박상조
- 신복숙
- 김지영
- 김복희
- 서갑숙
- 김정하
- 김정
- 홍민우
- 박경순
- 권경숙
- 문시경
- 최한호
- 송기혁
- 이봉규
- 최상진
- 천은영
- 박지영
- 황치영
- 정승환
- 이경훈
- 이형석
- 조민아
- 김성철
- 이건주